# Tierra de gigantes (serie de televisión)
Tierra de gigantes (en el original, Land of the Giants) es una serie televisiva estadounidense transmitida durante la década de 1960 donde se narraban las aventuras de la tripulación y los pasajeros de un transporte suborbital después de que este se hubiera visto transportado accidentalmente a un mundo en el que todas las formas de vida tienen unas proporciones enormes en comparación con los personajes principales. El aspecto de estos gigantes es enteramente humano, pero son doce veces más grandes y su sociedad es por completo dictatorial, si bien los detalles nunca se muestran totalmente. Conocen la existencia de "los pequeños" del otro planeta y hay recompensa por encontrarlos. En el curso de los episodios, de vez en cuando algún miembro de la tripulación o pasajero era capturado, y el resto de la tripulación lo rescataba posteriormente.[cita requerida]
La serie fue creada por Irwin Allen con el sello de Lost in Space (Perdidos en el espacio), con un personaje similar, psicológicamente, al Dr Zachary Smith. Con un costo de 250 000 dólares por episodio, Tierra de gigantes fijó un nuevo récord. Los actores deberían estar en perfectas condiciones físicas, así que era frecuente el uso de dobles o stunts en las escenas que implicaban algún esfuerzo físico o peligro relativo, subir por cordones telefónicos enormes, ropas gigantes y demás. La serie debutó el 22 de septiembre de 1968 y concluyó el 22 de marzo de 1970; solo cubrió dos temporadas, aunque en algunos países hispanoparlantes las emisiones se retransmitieron hasta mediados de los 80.[cita requerida]

## En la tierra de gigantes
Nunca quedó claro el nombre del misterioso planeta, pero al parecer los habitantes conocían la existencia de la Tierra, Venus e incluso Marte, que se mencionan en algún episodio. Su tecnología es avanzada en algunos aspectos y atrasada en otros. Los gigantes hablan además en inglés. Tampoco quedaba clara la exacta ubicación del planeta, pero podía suponerse que estaba dentro de nuestro sistema solar, y también que, aun cercano a la Tierra, se desconociera su existencia. Se especuló que este mundo sin nombre sería alguna versión paralela del nuestro.
En el episodio "On a Clear Night You Can See Earth", el capitán Steve Burton reportaba el haber visto la Tierra a través de unos visores infrarrojos inventados por los gigantes, lo que implicaba que los dos mundos eran diferentes pero casualmente cercanos el uno del otro. Eso indicaba la posibilidad de que las aventuras tuvieran lugar en una "Contra-Tierra".
Sin embargo, en el episodio "Objetivo: la Tierra" (Cap. 20, Temporada 1) se da a entender que el planeta de los gigantes es Marte. En este capítulo, ellos están interesados en el desarrollo de un sistema de navegación que les permita viajar, según dicen, a Mercurio, la Tierra y Venus. Mark Wilson se ofrece a ayudarlos para perfeccionar dicho sistema y, para probarlo, el científico gigante corre una simulación en computadora de un viaje de Marte a la Tierra, obteniendo resultados satisfactorios.
El único método por el cual la gente de la Tierra podría alcanzar a este planeta sería a través de una nave de vuelo de gran altitud e interactuando con una no muy bien definida "cuerda o rizo espacio-temporal" que actuaría más bien como una "burbuja temporal" o "agujero de gusano". Sin embargo, si uno postula la noción de que estaba en la misma órbita de la tierra y que el rizo temporal opera coincidentemente para propulsar objetos hacia adelante o en retroceso seis meses la Tierra cambiaría su posición respecto de este planeta. En otros episodios se mostró al menos otros dos vuelos que llegaban al mismo planeta pero nunca se esclareció si alguno regreso a la Tierra con éxito.

## Reparto
- Gary Conway como el Capitán Steve Burton.
- Don Marshall como el Copiloto Dan Ericksson.
- Don Matheson como el Ing. Mark Wilson
- Kurt Kasznar como Comandante Alexander Fitzhugh.
- Stefan Arngrim como Barry Lockridge.
- Deanna Lund como Valerie Ames Scott.
- Heather Young como Betty Hamilton.

Personajes recurrentes
- Kevin Hagen como el inspector Kobick.

Tierra de gigantes incluyó a estrellas invitadas de otras series de los 60 y, por supuesto, de series de ciencia ficción como, por ejemplo: Star Trek, The Twilight Zone, La isla de Gilligan, Perdidos en el espacio y Mi bella genio.[cita requerida]
- Datos: Q1247632
- Multimedia: Land of the Giants / Q1247632